# Rod Laver Arena

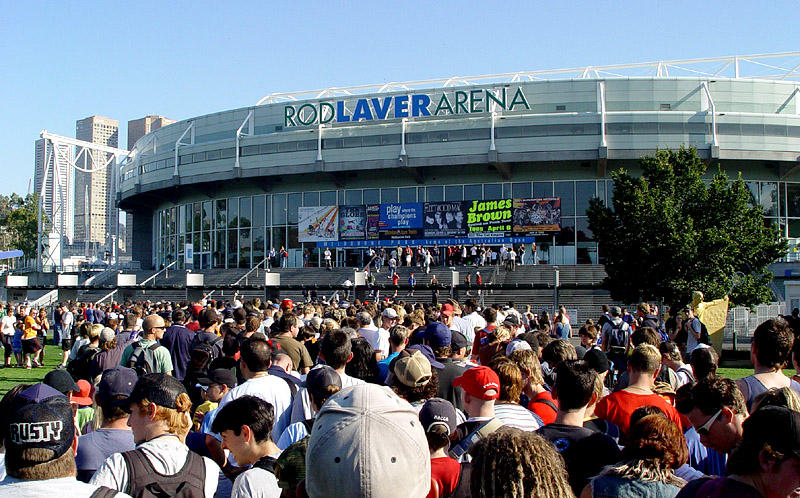
Arenans exteriör.

Rod Laver Arena är en idrottsarena i Melbourne, Australien. Arenan färdigställdes 1988, är uppkallad efter den framgångsrike australiske tennisspelaren Rod Laver, och används som huvudbana vid Australian Open i januari varje år. Den används även vid andra evenemang. Publikkapaciteten är 14 820.